# 岐阜市立島中学校
岐阜市立島中学校（ぎふしりつしまちゅうがっこう）は、岐阜県岐阜市則武西にある公立中学校。

## 学校概要
- 創立： 1947年（昭和22年）
- 所在地： 岐阜県岐阜市則武西1-8-2
- 制服： 女子はセーラー服、男子は学生服
- 学級数： 1学年あたり5〜6クラスと、特別支援学級。
- 生徒数： 675人
- 学区： 岐阜市北西部の岐阜市立島小学校、岐阜市立城西小学校、岐阜市立木田小学校

## 施設
- 校舎：鉄筋コンクリート建6棟。

西舎、南舎、北舎が3階建、東舎が4階建、給食棟および格技棟が2階建。
- 体育施設：体育館、プール、格技棟

## 沿革
- 1947年（昭和22年）
  - 4月 - 岐阜市立第八中学校として発足。校区は島小学校、島小学校早田分校、則武小学校など。校舎は未完成のため、1年は旧制・岐阜市立中学校講堂、2年は島小学校と則武小学校、3年は島小学校での分散授業。
  - 5月19日 - 島小学校、則武小学校に分校を設置。
- 1948年（昭和23年）
  - 8月31日 - 岐阜市立島中学校と改称する。学校再配置により、一部の生徒は長良中学校、金華中学校に移る。
  - 10月11日 - 新校舎が完成。島小学校、則武小学校の分校を廃止。
- 1949年（昭和24年）7月20日 - 校舎を増築する。
- 1952年（昭和27年）2月29日 - 校舎を増築する。
- 1954年（昭和29年）9月30日 - 校舎を増築する。
- 1958年（昭和33年）3月20日 - 体育館が完成する。
- 1959年（昭和34年）9月26日 - 伊勢湾台風により約1mの浸水。
- 1961年（昭和36年）5月16日 - 新校舎（西舎・木造2階建）が完成する。
- 1962年（昭和37年）12月22日 - 新校舎（鉄筋コンクリート造）が完成する。
- 1963年（昭和38年）4月1日 - 岐阜市立第二恵光学園内に特殊学級を併設。
- 1964年（昭和39年）1月27日 - 校舎（鉄筋コンクリート造）を増築する。
- 1965年（昭和40年）
  - 1月26日 - 校舎（鉄筋コンクリート造）を増築する。
  - 12月27日 - 校舎（鉄筋コンクリート造）を増築する。
- 1970年（昭和45年）
  - 3月9日 - 校舎（鉄筋コンクリート造）を増築する。
  - 7月28日 - プールが完成する。
- 1971年（昭和46年）3月2日 - 校舎（鉄筋コンクリート造）を増築する。
- 1972年（昭和47年）3月 - 校舎（鉄筋コンクリート造）を増築する。
- 1973年（昭和48年）3月 - 校舎（鉄筋コンクリート造）を増築する。
- 1975年（昭和50年）
  - 6月 - 校舎（鉄筋コンクリート造）を増築する。
  - 7月 - 木造校舎（西舎）を取り壊す。
- 1976年（昭和51年）9月12日 - 9.12水害により床上浸水。
- 1977年（昭和52年） - 校地を取り囲む則武川[注釈 1]の改修工事が完成。校地が整備される。
- 1978年（昭和53年） - 新体育館が完成する。創立30周年記念事業実施。
- 1984年（昭和59年） - 校歌制定。
- 1988年（昭和63年）10月23日 - 格技館が完成する。
- 1998年（平成10年） - 創立50周年記念事業実施。
- 2012年（平成24年） - 学区改変。学校所在地の則武西も含む則武小校区全域は岐阜市立岐阜清流中学校へ移管。
- 2023年（令和5年） - 体育館にエアコンを設置

## 行事
- 入学式（4月）
- 校外研修（5月） - 篠島（2年生）
- 修学旅行（6月） - 土岐東濃研修（1年生）、大阪（3年生）
- 体育大会（10月） - 各学年1〜2クラスごとに団を編成し、赤、白、青の3団で優勝を競う。
- 生徒会選挙（9月） - 当該年度後期役員を選ぶ。
- 合唱祭（12月） - 2000年に企画されたが2021年と2022年に中止され2023年に復活した
- キャリア・スクール（11月） - さまざまな職業の人を講師として招き、仕事について講義を行うという行事で、キャリア教育の一環として行われている。
- 継承向上り（むかいあがり）の会（2 - 3月） - 学校の旧所在地が「向上」（むかいあがり）となっていることから。
- 卒業証書授与式（3月） - クラス代表が証書を受け取り、クラス担任が教室で証書を渡す形式となっている。
- 生徒会役員選挙（3月） - 翌年度前期役員を選ぶ（3年生は関与しない）。

## 時間割・教育課程
- 近年では珍しく、年度途中で時間割を変更しない昔ながらの年間一貫の時間割が採用されている（そのため、週により授業が異なるコマも存在する）。
- 2011年度より、二期制を導入。
- 学級で授業を受けるのが困難な生徒の為に「あすなろ」が設置され、独自のカリキュラムで教育活動を行っている。

## 生徒会活動
- 2010年度までは各委員会が「専門部会（給食部、生活安全部、体育部など）」という名称であり、部活動の「部」と大変紛らわしく、誤解を招くことが極めて多かったがゆえに、2011年度から生徒会役員の役職名、委員会編成を大幅改正した。そこから2022年に生徒会の改革によりまた生徒会役員の仕組みが変わった。

| - 生徒会執行委員会 - 会長（1名） - 副会長（1名） - 書記（1名） - 執行委員（前期：2年生2名、1年生1名 後期：1~3年生各1名） | - 専門委員会（各1名） - 生活委員長 - 保健委員長 - 放送委員長 - 給食委員長 - 図書委員長 - 美化委員長 |

## 部活動
- 2023年では男子バスケットボール部、サッカー部が市内だけではなく地区や県で活躍をしている
- 2025年では男子バスケットボール部が岐阜県王者に輝き東海大会に進出を果たした。
- 運動系部活動
  - バレーボール部（男子・女子）
  - バスケットボール部（男子・女子）
  - 卓球部
  - 軟式野球部
  - サッカー部
  - 女子ソフトボール部
  - 陸上部
  - ソフトテニス部（男子・女子）
  - 剣道部
- 文化系部活動
  - 美術部
  - ギター・マンドリン部
  - CVS部

## 進学前小学校
- 岐阜市立島小学校
- 岐阜市立木田小学校
- 岐阜市立城西小学校[1]

## 周辺施設
- 岐阜市立城西小学校
- 国土交通省早田川排水機場
- 記念大橋
- 岐阜乗合自動車（岐阜バス） 柿ヶ瀬営業所

## 出身者
- 楯昌宗 (バスケットボール)
- 田中優里(バスケットボール)
- 山口仁子梨(女流棋士）
- 山口稀良莉(女流棋士)

## アクセス
- 岐阜バス

加納南線｢則武西｣下車徒歩5分
加納島線｢中電アパート前｣｢萱場｣下車徒歩5分
- にっこりバス（コミュニティーバス）

｢中電アパート前｣｢萱場｣下車徒歩5分